# Jaipaljukka
Jaipaljukka är en kulle i Finland.   Den ligger i den ekonomiska regionen  Tornedalens ekonomiska region  och landskapet Lappland, i den norra delen av landet, 700 km norr om huvudstaden Helsingfors. Toppen på Jaipaljukka är 151 meter över havet.
Terrängen runt Jaipaljukka är huvudsakligen platt, men åt sydost är den kuperad. Runt Jaipaljukka är det mycket glesbefolkat, med 2 invånare per kvadratkilometer.